# Disarm (sång)
"Disarm" är en låt av det amerikanska rockbandet The Smashing Pumpkins, skriven av sångaren och gitarristen Billy Corgan. Låten utgavs som tredje singel från albumet Siamese Dream den 22 mars 1994. Det är en av gruppens mest välkända låtar och Corgan anser att det är den viktigaste och mest personliga låten på Siamese Dream.

## Bakgrund
Brittiska BBC bannlyste låten från deras TV-program Top of the Pops på grund av textraden "cut that little child", och låten fick lite speltid på brittisk radio. Den nämnda textraden, tillsammans med rader som "what I choose is my choice" och "the killer in me is the killer in you", har också skapat viss kontrovers då en del tolkat det som en referens till abort. Corgan har sagt att låten reflekterar den skakiga relation han hade till sina föräldrar när han växte upp.
Singeln släpptes i två olika utföranden och omslag; den ena med ett tecknat hjärta och texten "HEART", den andra med ett tecknat ansikte och texten "SMILE". De olika versionerna innehåller olika b-sidor.

## Musikvideo
En musikvideo har gjorts till låten, regisserad av Jake Scott. Videon är i svartvitt och visar bandmedlemmarna sväva över ett hus, samtidigt som en pojke, som spelar Corgan som barn, visas i vissa scener. 

## Låtlistor och format
Alla låtar skrivna av Billy Corgan där inget annat anges.
| Brittisk kassettsingel (Hut: HUTC 43/Virgin: 7243 8 92309 4 9) 1. "Disarm" – 3:17 2. "Soothe" (demo) – 2:35 Brittisk 7"-vinylsingel (Ingår även i boxen Siamese Singles) 1. "Disarm" – 3:17 2. "Siamese Dream" – 2:38 | CD-singel 1 / 12"-vinylsingel 1. "Disarm" – 3:17 2. "Soothe" (demo) – 2:35 3. "Blew Away" (James Iha) – 3:31 CD-singel 2 1. "Disarm" – 3:17 2. "Landslide" (Fleetwood Mac-cover) – 3:10 3. "Dancing in the Moonlight" (Thin Lizzy-cover) – 4:21 |

## Medverkande
- Billy Corgan – sång, gitarr
- James Iha – gitarr
- D'arcy Wretzky – bas
- Jimmy Chamberlin – trummor

## Listplaceringar
| Lista (1993)           | Högsta position |
| ---------------------- | --------------- |
| USA Modern Rock Tracks | 8               |

| Lista (1994)                      | Högsta position |
| --------------------------------- | --------------- |
| Australien (ARIA Charts)          | 16              |
| Nya Zeeland (RIANZ)               | 29              |
| Storbritannien (UK Singles Chart) | 11              |
| USA Mainstream Rock               | 5               |